# Trebenow
Trebenow ist ein Ortsteil der amtsfreien Gemeinde Uckerland im Landkreis Uckermark in Brandenburg.

## Geschichte
Die Gemeinde Trebenow wurde am 31. Dezember 2001 mit zehn weiteren Gemeinden zur neuen Gemeinde Uckerland zusammengeschlossen.

## Ortsteile

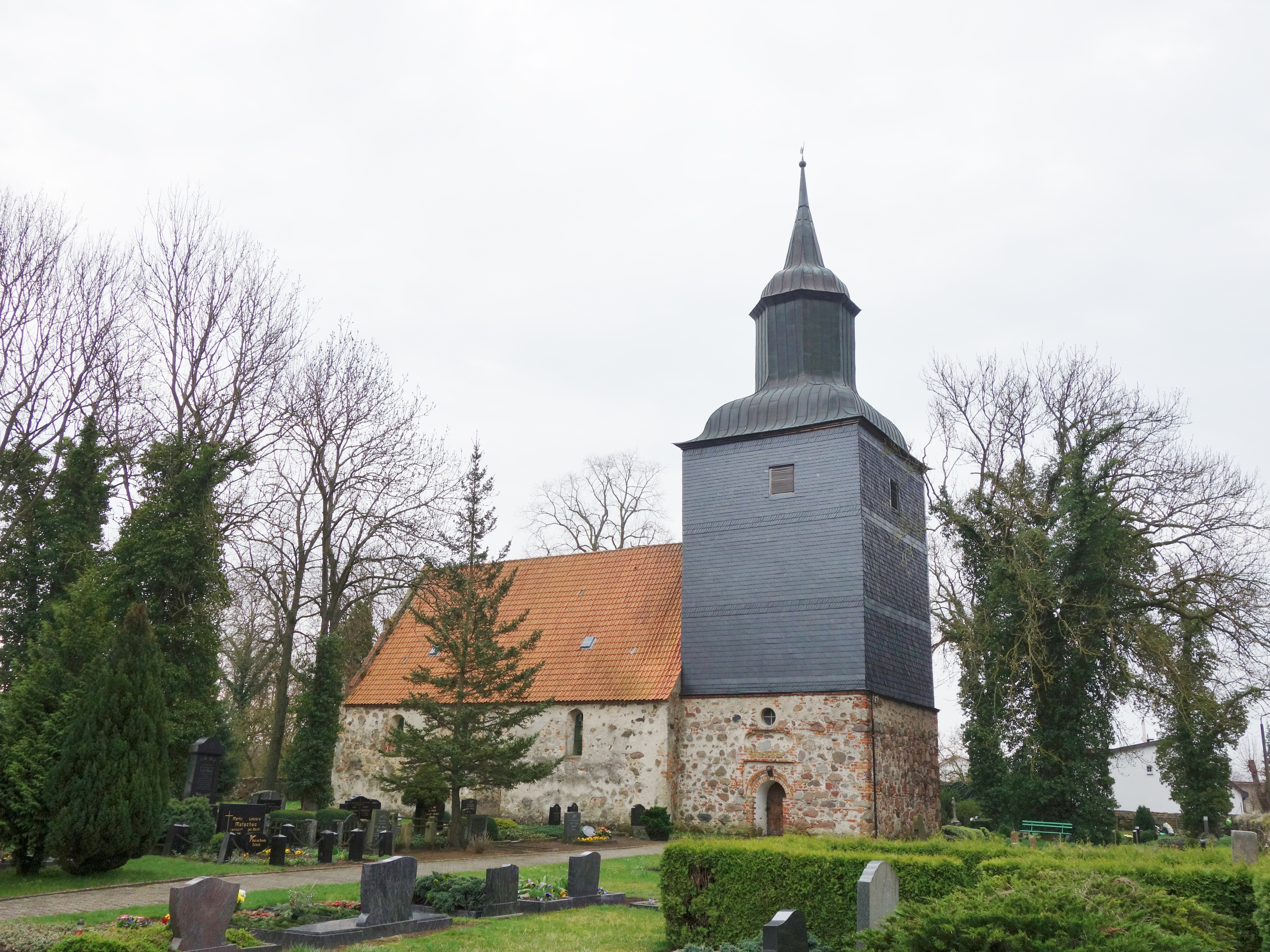
Dorfkirche in Trebenow

Trebenow hat etwa 160 Einwohner. Die erste urkundliche Erwähnung des Ortes stammt von 1321. Der Name des Ortes stammt vom Personennamen Treben ab.

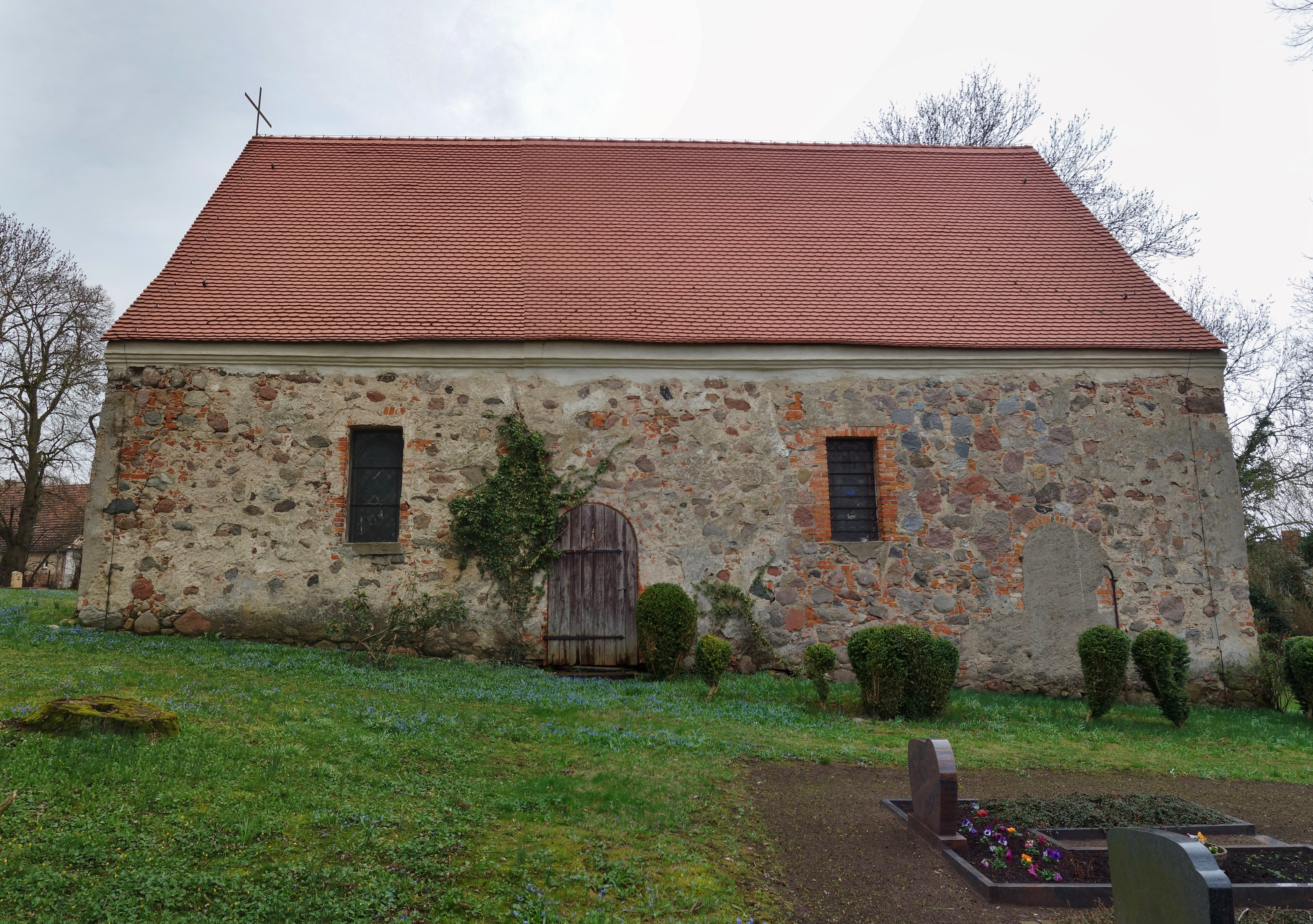
Dorfkirche Werbelow

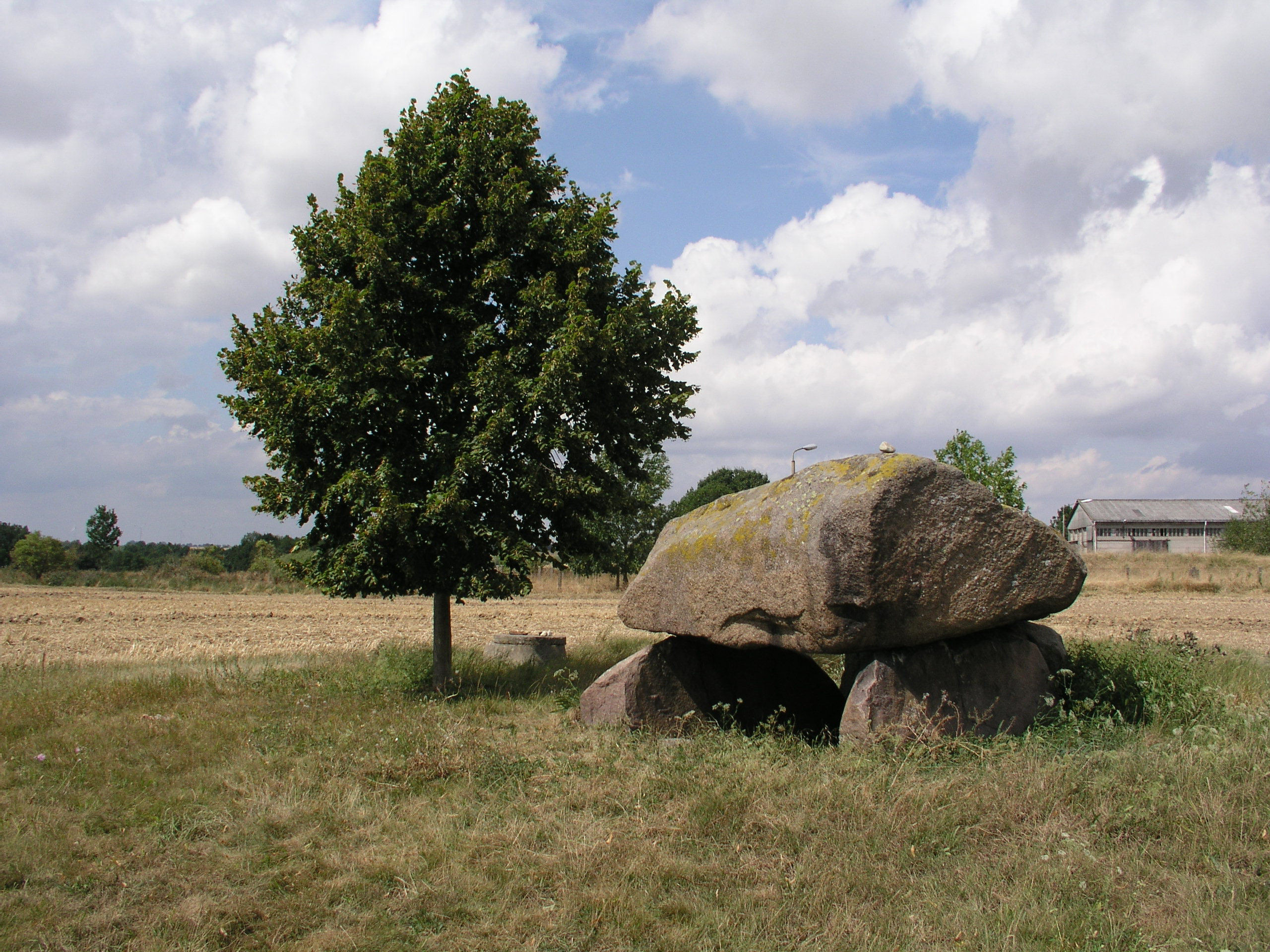
Urdolmen von Trebenow

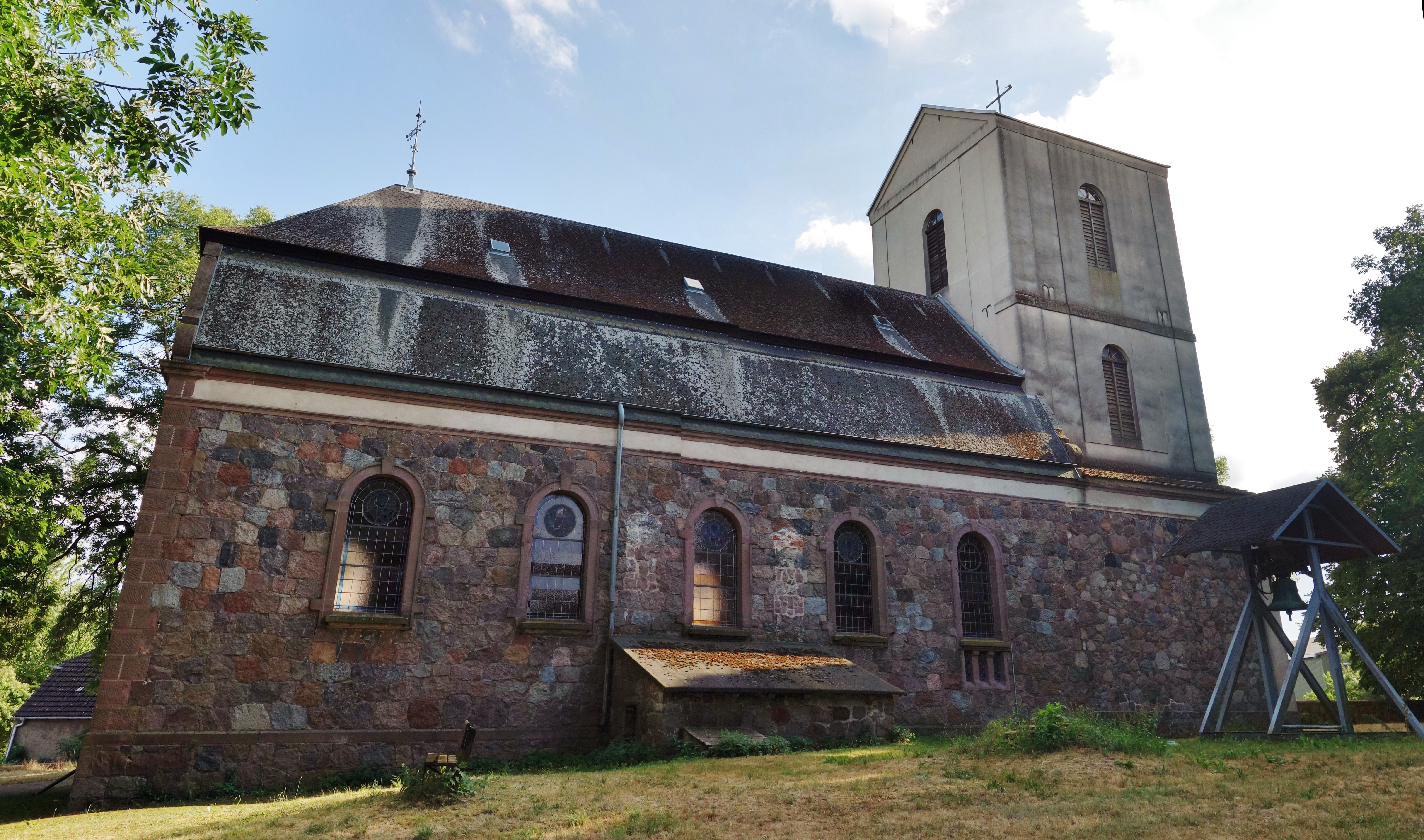
Dorfkirche Bandelow

Bandelow hat etwa 250 Einwohner. Das Dorf wurde 1312 das erste Mal urkundlich als in villa Bandlow erwähnt. Bereits im Landbuch der Mark Brandenburg von 1375 erschien es unter seinem heutigen Namen. Der Ortsname leitete sich vom Personennamen Bandel ab. Die Kirche des Dorfes wurde ursprünglich im 13. Jahrhundert errichtet. Bei einem Brand wurde sie 1898 zerstört und danach neu errichtet. 1985 stürzte der Kirchturm ein und wurde nicht wieder aufgebaut. Weiterhin ist das Kriegerdenkmal von Bandelow sehenswert.
Werbelow wurde 1343 erstmals urkundlich erwähnt. Bereits damals unter seinem heutigen Namen, welcher sich entweder vom slawischen Personennamen Warbl oder dessen Bedeutung Sperling ableitet. Eine andere Deutung sagt, dass der Name von den Wörtern Weide und Baum entstand. Im Dorf befindet sich eine Kirche aus dem 16. Jahrhundert. Deren Fachwerkturm musste 1964 wegen Baufälligkeit abgerissen werden und wurde nicht wieder aufgebaut.
Neumannshof ist das kleinste der Dörfer und hat nur etwa 27 Einwohner.